# Vivir y amar un poco
Vivir y amar un poco (título original Live a little, love a litle) es una película de comedia musical estadounidense de 1968 protagonizada por Elvis Presley. Fue dirigida por Norman Taurog, quien había dirigido varias películas anteriores de Presley. Sería la última película de Taurog, ya que se quedó ciego poco después de terminar el rodaje.  Presley comparte pantalla con el legendario ídolo cantante Rudy Vallee, cuya carrera se remonta a la década de 1920, pero Vallee, de unos 60 años, no cantó en la película.
Vivir y amar un poco fue la primera película de Elvis dentro de ese género de comedia musical con una temática más adulta y ya fuera de la fórmula que había caracterizado el estilo de comedias que él había protagonizado durante la década de los 60s.
La película presentó la canción "A Little Less Conversation", de la cual se crearía luego una versión alternativa que formaría la base de un remix que devolvió a Presley a las listas internacionales de ventas de música en el año 2002.

## Sinopsis
Greg Nolan (Presley) es un fotógrafo de un periódico que vive una vida sin preocupaciones hasta que se encuentra en la playa con una mujer excéntrica y enamorada llamada Bernice. Ella asume diferentes nombres y personalidades cada vez que le apetece. Se presenta a Greg como "Alice", pero el repartidor de comestibles la conoce como "Susie" y el lechero como "Betty".
Después de que su perro gran danés, Albert, persiguiera a Greg hasta el agua cuando él la insultaba durante una discusión que surge después de darle un beso, Bernice lo invita a quedarse en su casa frente a la playa. Más tarde, Bernice hace que Greg sea despedido de su trabajo y desalojado de su apartamento luego de drogarlo, lo que lo deja a él en un sueño profundo durante varios días.
Sin embargo, Bernice logra encontrarle a Greg otro hogar. Greg quiere pagarle, por lo que consigue dos trabajos de fotógrafo a tiempo completo: uno para una revista tipo Playboy propiedad de Mike Lansdown y el otro para una empresa de publicidad muy conservadora, copropiedad del Sr. Penlow. Los dos trabajos están en el mismo edificio, lo que obliga a Greg a correr de uno de ellos hacia el otro sin ser detectado. Greg también lidia con Bernice y sus maneras excéntricas, y finalmente se da cuenta de que se ha enamorado de ella.

## Protagonistas
- Elvis Presley como Greg Nolan
- Michele Carey como Bernice
- Don Porter como Mike Lansdown
- Rudy Vallee como Mr. Penlow
- Dick Sargent como Harry
- Sterling Holloway como el lechero
- Celeste Yarnall como Ellen
- Eddie Hodges como el repartidor
- Joan Shawlee como la madre de Robbie
- Mary Grover como Miss Selfridge
- Emily Banks como recepcionista
- Phyllis Davis como Segunda secretaria

## Producción
Basada en la novela de 1965 Kiss My Firm, But Pliant, Lips de Dan Greenburg, y con un guion coescrito por Greenburg, Vivir y amar un poco (Live a Little, Love a Little) supuso una desviación de las películas estándar de Presley de la época. Tenía un tono más maduro que otras comedias musicales de Presley, con lenguaje fuerte, referencias a drogas y un encuentro sexual implícito.
Presley recibió 850.000 dólares más el 50% de las ganancias por su papel, una cifra similar a la obtenida en la exitosa Speedway.
A diferencia de muchas películas anteriores que involucraban "escenas de locaciones" filmadas con un telón de fondo, Presley apareció en más escenas de locaciones reales de lo habitual incluso conduciendo un boogie por la playa. Las escenas se filmaron en Hollywood y sus alrededores, a lo largo de la costa de Malibú, en Marineland y en el Los Angeles Music Center.
La película fue coprotagonizada por Michele Carey, Don Porter, Rudy Vallee y Dick Sargent, y contó con el padre de Presley, Vernon, en un cameo no acreditado. También aparecieron varios de los amigos de Presley conocidos como "la mafia de Memphis", como Red West y Joe Esposito.
Fue una idea de Elvis que la actriz Michele Carey participara del film, luego de verla actuar en El detective millonario.
La filmación culminó el 1 de mayo de 1968, el mismo día en que Elvis y Priscilla celebraban su primer aniversario de casados.

## Recepción
Estrenada el 23 de octubre de 1968, la película no logró impresionar a algunos críticos como los de la revista Variety. Con un empuje muy sutil en su estreno en Estados Unidos, la película no se estrenó en muchas regiones, incluido el Reino Unido. En el sitio especializado Rotten Tomatoes no obstante, la audiencia le dio a la película una calificación positiva de un 65% logrando una mayor aprobación incluso que las otras producciones de Elvis de ese mismo año, como Stay Away, Joe y Speedway.
Kevin Thomas del Los Angeles Times llamó a la película "Un agradable cuadro mucho más sofisticado que los duraderos 27 previos efuerzos del astro musical".

## Citas
Celeste Yarnall, quien interpretó a Ellen, recordó la realización de la película y sus impresiones de Presley:
"Yo adoraba a Elvis. Cuando lo conocí por primera vez, inmediatamente me tranquilizó. Primero tuvimos que filmar nuestra escena de besos y ninguno de los dos escuchó al director decir: '¡Corten!' ¡Para mí fue amor al primer beso! Nos hicimos muy buenos amigos. Era cálido, amable y lleno de amor. Tenía ese tremendo deseo de complacer a la gente. Vimos juntos el funeral de Martin Luther King Jr. durante el almuerzo en su remolque. Él lloraba. A él realmente le importaba profundamente. Elvis era mucho más guapo en persona, con ojos de un azul intenso y un perfil romano. Realizó Jam sessions improvisadas en el set y jugaba a los coches con George Barris o jugaba al fútbol con los "chicos" que viajaban con él a todas partes. Él era verdaderamente 'El Rey'.

## Banda sonora
Vivir y amar un poco, una de las cinco últimas películas de Presley durante la década de 1960, incluía sólo un puñado de números musicales. La sesión de grabación de las cuatro canciones escritas para la película tuvo lugar en Western Recorders en Hollywood el 7 de marzo de 1968. El productor a cargo nominal de la sesión, Billy Strange (también conocido por su trabajo como guitarrista de sesión y compositor), estaba en sintonía con las tendencias de la música popular del momento y trajo a un grupo de músicos fuera del habitual grupo de Presley, ofreciéndole arreglos escritos que lograron ir más allá del sonido habitual de Presley.
"Almost in Love" fue coescrita por el gran brasileño de la Bossa Nova Luiz Bonfá, y tiene el innegable ritmo del estilo combinado de Samba y Jazz que arrasaba el mundo en ese momento. "Edge of Reality" era una pieza de rock pseudoácido y "A Little Less Conversation", escrita por Strange y su nuevo descubrimiento Mac Davis, rozaba el funk. Bonfá había hecho previamente una versión instrumental del mismo llamada "Moonlight in Rio".
"A Little Less Conversation" fue lanzado como sencillo con "Almost in Love" en el reverso el 3 de septiembre de 1968, (catálogo RCA n. 47–9610) Alcanzó el puesto # 69, mientras que su cara B llegó al Billboard Hot 100 en el puesto # 95 de forma independiente. Más de tres décadas después, un remix de "A Little Less Conversation" se convirtió en un éxito mundial número uno. Inicialmente se creyó que la versión obtenida para el remix era una regrabación posterior realizada para la banda sonora del especial de regreso de NBC de 1968 de Presley, y no la versión cinematográfica; sin embargo, cuando las cintas de la banda sonora de Live a Little, Love a Little fueron redescubiertas en las bóvedas. "Edge of Reality" apareció el 5 de noviembre de 1968, como cara B del sencillo RCA 47-9670 "If I Can Dream", la canción que Presley usó para cerrar su especial de Navidad de 1968.
"Wonderful World", que se reprodujo en los créditos iniciales de la película, apareció en la compilación Elvis Sings Flaming Star.  Las tres pistas publicadas en sencillos también aparecen en Command Performances: The Essential 60's Masters II.

### Lista de temas
1. "Wonderful World" (Doug Flett, Guy Fletcher)
2. "Edge of Reality" (Bernie Baum, Bill Giant, Florence Kaye)
3. "A Little Less Conversation" (Billy Strange, Mac Davis)
4. "Almost in Love" (Luiz Bonfá, Randy Starr)

### Músicos
- Elvis Presley – voces
- B. J. Baker, Sally Stevens, Bob Tebow, John Bahler – coros
- Joseph 'Bobby' Gibbons – guitarra eléctrica
- Neil Levang – guitarra eléctrica
- Al Casey – guitarra eléctrica
- Charles Britz – guitarra eléctrica
- Don Randi – piano
- Larry Knechtel – bajo
- Charles Berghofer – contrabajo
- Hal Blaine – batería
- Gary Coleman – percusión
- Lew McCreary, Thomas Shepard, Richard Leith, Dick Hyde - trombones
- Roy Caton, Oliver Mitchell - trompetas
- James Horn - saxofón
- Lou Raderman, Sidney Sharp, Leonard Malarsky, Ralph Schaeffer, William Kurasch, Tibor Zelig, Jerome Reisler, James Getzoff, Harry Bluestone, Arnold Belnick, Bernard Kundell, Stanley Plummer - violines
- Harry Hyams, Joe DiFiore, Leonard Selic, Louis Kievman, David Burke, Gareth Nuttycombe - violas
- Jesse Ehrlich, Armand Kaproff, Joseph DiTullio, Victor Sazer, Frederick Seykora, H.G. Bemko - violonchelos
- Billy Strange - productor
- Chuck Britz - ingeniero de sonido[12]

## Medios domésticos
Vivir y amar un poco - Live a Little, Love a Little fue editada por Warner Home Video el 7 de agosto de 2007 en DVD Región 1 widescreen. 